# Alan Scholefield
Alan Scholefield, né le 15 janvier 1931 au Cap, en Afrique du Sud et mort le 26 octobre 2017, est un écrivain sud-africain, auteur de roman policier.

## Biographie
Il fait des études au lycée de Queenstown, puis à l'université du Cap, où il obtient un diplôme de lettres en 1951. Il devient journaliste au Cape Times, puis au Cape Argus. Il quitte l'Afrique du Sud pour s'installer en Espagne, puis en Angleterre.
En 1966, il publie son premier roman A View of Vultures. Ses premiers romans ont pour cadre l'Afrique. Dans Le Roi des verts pâturages (Great Elephant), un forçat écossais en route pour l'Australie s'évade et refait sa vie en Afrique du Sud. Ses romans noirs sont situés en Angleterre.
Des serpents sur vos têtes (Venom), publié en 1977, raconte l'histoire d'un jeune et riche garçon londonien, collectionneur de reptiles, à qui un marchand a livré par erreur un serpent mamba. Des kidnappeurs rentrent chez lui et sont confrontés au serpent. Pour Claude Mesplède « Des serpents sur vos têtes est un roman diabolique d'efficacité car durant tout le récit (échelonné sur une durée inférieure à vingt-quatre heures) le suspense est entretenu jusqu'au bout par la présence de ce serpent mamba caché on ne sait où ». Ce roman est adapté au cinéma en 1981 par Piers Haggard sous le titre Venin.
En 1980, il publie Kamerad ! (Berlin Blind), « un thriller écrit avec talent et sobriété » selon Claude Mesplède, dans lequel un homme d'affaires londonien, ancien membre de la légion anglaise contre le bolchevisme pendant la Seconde Guerre mondiale, voit des terroristes allemands abattre sa femme. Il part alors pour Berlin rechercher un nazi connu trente ans auparavant.
En 1990, avec Dirty Weekend il commence une série de six romans consacrés au superintendant George Macrae et en 1994, une nouvelle série avec le Dr Anne Vernon dont le premier titre est Burn Out.
Il est également l'auteur d'une histoire de trois monarchies africaines, The Dark Kingdoms, publiée en 1975. Il utilise le pseudonyme Lee Jordan pour quelques romans, dont le premier, Cat’s Eyes, publié en 1981, est coécrit avec sa femme Anthea Goddard.

## Œuvre

### SérieMacrae and Silver
- Dirty Weekend, 1990
- Thief Taker, 1991
- Never Die in January, 1992
- Threats & Menaces, 1993
- Don’t Be a Nice Girl, 1994
- Night Moves, 1996

### SérieDrAnne Vernon
- Burn Out, 1994
- Buried Treasure, 1995
- Bad Timing, 1997

### Autres romans
- A View of Vultures, 1966
- Great Elephant, 1967
  - Le Roi des verts pâturages, Presses de la Cité, 1968
- The Eagles of Malice, 1968
- Wild Dog Running, 1970
- The Young Masters, 1972
- The Hammer of God, 1973
- Lion in the Evening, 1974
  - Un lion, un soir, Presses de la Cité, 1975
- The Alpha Raid, 1976
- Venom, 1977
  - Des serpents sur vos têtes, Série noire no 1787, 1980
- Point of Honour, 1979
- Berlin Blind, 1980
  - Kamerad !, Série noire no 1891, 1982
- The Stone Flower, 1982
- The Sea Cave, 1983
- Fire in the Ice, 1984
- King of the Golden Valley, 1985
- The Last Safari, 1987
- The Lost Giants, 1989
- Loyalties, 1991
- Night Child, 1992
- The Drowning Mark, 1997

### Romans signés Lee Jordan
- Cat’s Eyes, 1981 (coécrit avec Anthea Goddard)
- Criss Cross, 1983
- The Deadly Side of the Square, 1988
- The Toy Cupboard, 1989
- Chain Reaction, 1989

### Roman historique
- The Dark Kingdoms, 1975

### Adaptation théâtrale
- Treasure Island, 1978

## Filmographie
- 1981 : Venin, adaptation de Venom réalisée par Piers Haggard

## Sources
- Claude Mesplède (dir.), Dictionnaire des littératures policières, vol. 2 : J - Z, Nantes, Joseph K, coll. « Temps noir », 2007, 1086 p. (ISBN 978-2-910-68645-1, OCLC 315873361), p. 733-734.
- Claude Mesplède, Les années "Série noire" bibliographie critique d'une collection policière, t. 4 : 1972-1982, Amiens, Encrage, coll. « Travaux » (no 25), 1995 (ISBN 978-2-906-38963-2).
- Claude Mesplède, Les années "Série noire" bibliographie critique d'une collection policière, vol. 5 : 1982-1995, Amiens, Encrage, coll. « Travaux » (no 36), 2000.
- Claude Mesplède et Jean-Jacques Schleret, SN, voyage au bout de la Noire : inventaire de 732 auteurs et de leurs œuvres publiés en séries Noire et Blème : suivi d'une filmographie complète, Paris, Futuropolis, 1982, 476 p. (OCLC 11972030).